# المتحف الوطني الليبي

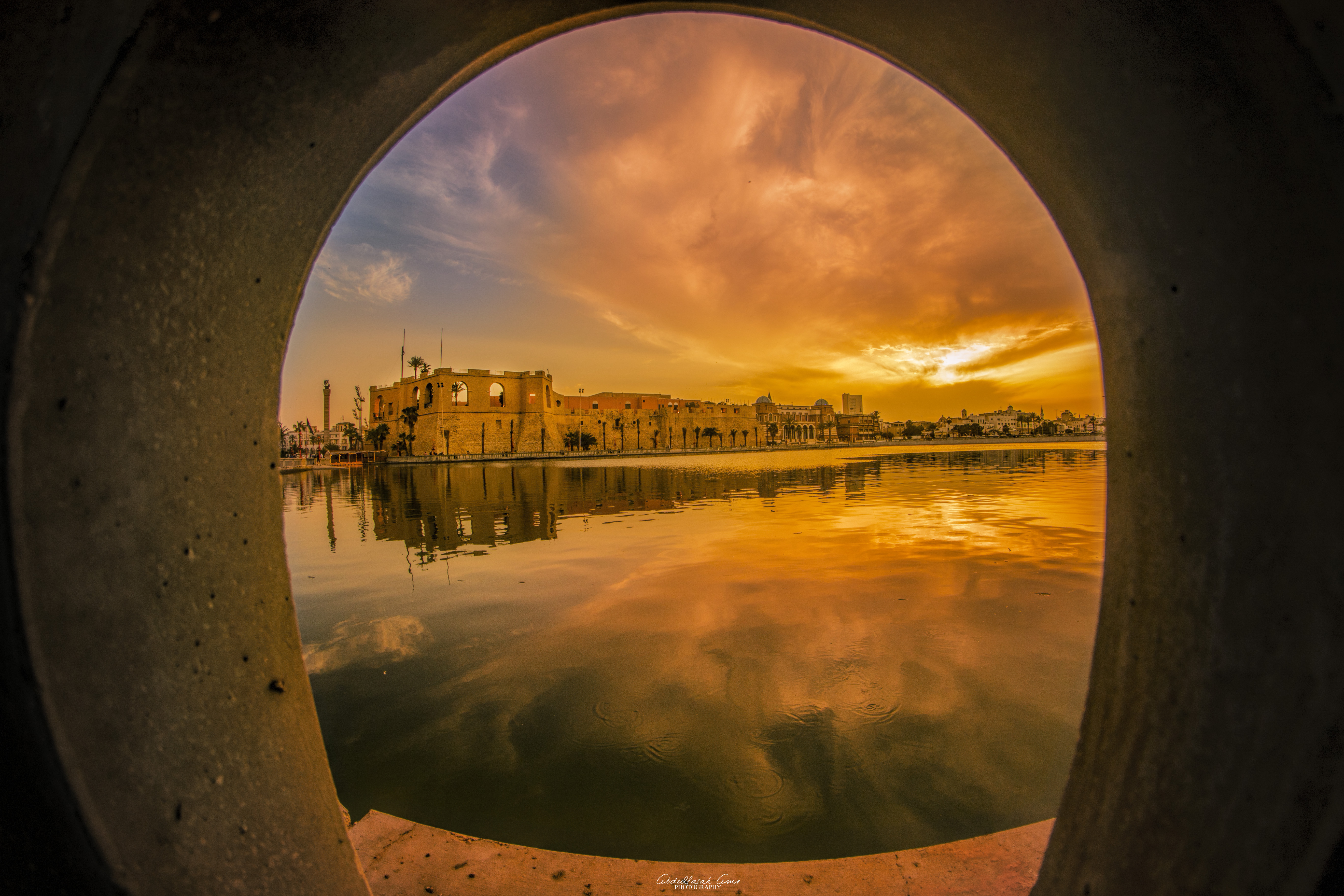
السرايا الحمراء في المدينة القديمة (طرابلس)

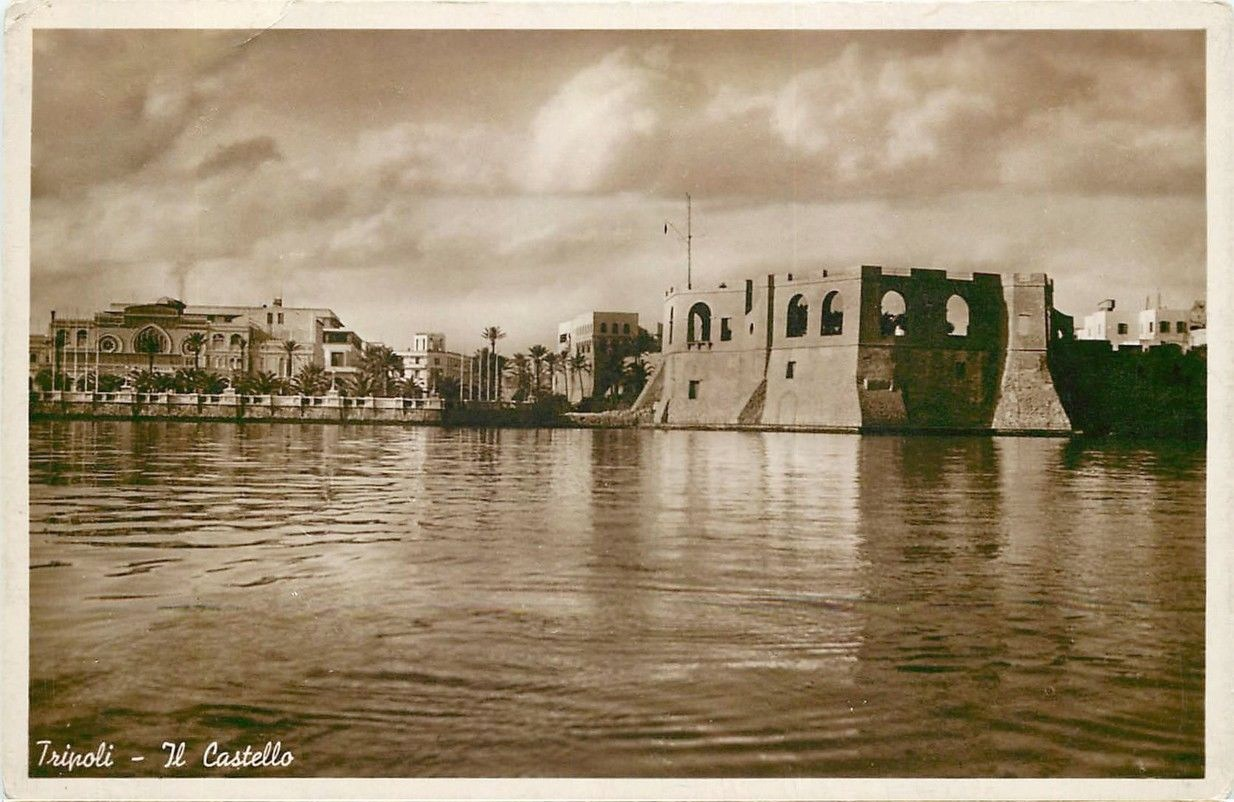
السراي الحمراء ويبدو مسرح ميراماري السابق في يسار الصورة.

متحف السراي الحمراء أو مجمع متاحف السراي الحمراء في قلعة طرابلس بمدينة طرابلس العاصمة الليبية من أقدم وأكبر المتاحف الليبية وهو مقسم عمليا إلى أربعة مستويات «متاحف» تعرض تراث وتاريخ ليبيا عبر فترات زمنية مختلفة تضم حضارات القبائل الليبية والإغريق والفينيقيين والرومان والبيزنطيين والعصور العربية.

## تاريخ
في العام 1919 قام الإيطاليون الذين غزوا ليبيا العام 1911 بتحويل بناء بجوار القلعة التي كانت مقرا للحكم في السابق ولأول مرة لأول متحف في مدينة طرابلس، وهو بناء كان مخزنا للذخيرة. وفي عقد العشرينيات تم إزالة البناء وكافة ملحقات القلعة، حيث تحولت بأكملها العام 1930 إلى متحف تحت اسم «المتحف الكلاسيكي» إبان فترة حكم إيتالو بالبو. وفي العام 1948 تحولت القلعة بأكملها إلى «المتحف الليبي».
يعرض المتحف مجموعة من الآثار الليبية والتي تعود إلى عصور وحقب مختلفة بينها ليبية قديمة وإغريقية ورومانية، إضافة لمجموعة من التماثيل واللوحات الفسيفسائية التي عثر عليها في مناطق مختلفة من ليبيا.
بدأ إنشاء مجمع المتاحف بالسراي الحمراء والذي تقدر مساحته بعشرة آلاف متر مربع العام 1982 داخل أسوار قلعة طرابلس، وقد تم تنفيذه تحت إشراف منظمة الأمم المتحدة للتربية والثقافة والعلوم «اليونيسكو» لمراعاة المباني القديمة للقلعة.

## متاحف المجمع
- متحف التاريخ الطبيعي، ويعرض نماذج من متحجرات حيوانية ونباتية وصخور مختلفة التكوين ومجموعة من الحيوانات المحنطة وأقسام للأحياء البرية وللحشرات والطيور. إضافة لمتحف القبائل الليبية القديمة ومتحف التراث الليبي عبر العصور ومتحف ما قبل التاريخ.

## تفعيل وافتتاح المتحف
- في مارس 2023، انطلقت أعمال لجنة تفعيل وافتتاح المتحف من أجل صيانة وترميم وتحديث شامل للمتحف الوطني الليبي،[4] وذلك بموجب القرار رقم 117 لسنة 2023م الصادر عن رئيس مجلس وزراء حكومة الوحدة الوطنية، والذي نص على تشكيل لجنة خاصة لتفعيل وافتتاح المتحف الوطني.[5] تهدف هذه الأعمال إلى إعادة تأهيل المتحف وفقًا لأحدث المعايير الدولية، وتوظيف أحدث تقنيات العرض المتحفي والتحول الرقمي داخل قاعات المتحف، ومراجعة وتحسين مراحل العرض التاريخي.[6]

## وصلات خارجية
- موقع المتحف الوطني الليبي
- موقع مصلحة الآثار الليبية
- الحياة الاجتماعية والاقتصادية في المدن الليبية القديمة من خلال بعض نماذج الفسيفساء
- المتحف الجماهيري / يوتيوب. على يوتيوب